# مت سدنیو
مت سدنیو (به انگلیسی: Matt Cedeño) (زاده ۱۴ نوامبر ۱۹۷۳) بازیگر آمریکایی است.
از کارهای معروف او می‌توان به بازی در فیلم‌های حومه، ۲۸ روز، کی-۱۱ و بهترین کریسمس. همیشه! اشاره کرد.
او همچنین در مجموعه‌های تلویزیونی خدمتکاران حیله‌گر، قدرت و آرزوها بازی کرده است.